# Inglés galés
El inglés galés (en inglés: Welsh English; en galés: Saesneg Gymreig) comprende los dialectos del idioma inglés hablados por los galeses, significativamente influenciados por la gramática galesa y, a menudo, incluyen palabras derivadas de este idioma. Además, entre las palabras y la gramática distintivas, se encuentran una variedad de acentos y subdialectos a lo largo y ancho de la región galesa, incluidos los del norte de Gales, el de Cardiff, los de los valles del sur de Gales y los del oeste de la región. 
Los acentos y dialectos en el oeste galés han sido más fuertemente influenciados por el idioma local, mientras que los dialectos del este se han visto más influenciados por las hablas de Inglaterra. En el este y sureste de la región, ha sido influenciado por los dialectos de West Country y las Tierras Medias Occidentales, mientras que en el noreste y partes de la costa norte de Gales, ha sido influenciado por el inglés de Merseyside.
Una palabra coloquial para el inglés galés es wenglish, en uso desde 1985.

## Historia
La presencia del inglés en Gales se intensificó con la aprobación de las Leyes en las Leyes de Gales de 1535-1542 , y los estatutos promovieron el dominio del inglés en Gales; esto, junto con el cierre de los monasterios , que cerró muchos centros de educación galesa, provocó una disminución en el uso del idioma galés.
El declive del galés y el ascenso del inglés se intensificaron aún más durante la Revolución Industrial , cuando muchos hablantes de galés se mudaron a Inglaterra para buscar trabajo y las industrias mineras y de fundición recientemente desarrolladas pasaron a estar a cargo de anglófonos. David Crystal, que creció en Holyhead , afirma que el continuo dominio del inglés en Gales es poco diferente de su expansión en otras partes del mundo. La disminución del uso del idioma galés también está asociada con la preferencia de las comunidades por el uso del inglés en las escuelas y el desaliento del uso cotidiano del idioma galés en ellas, incluso mediante el uso del Galés en algunas escuelas en los siglos XVIII y XIX. 

## Influencia fuera de Gales
Si bien otros acentos del inglés británico de Inglaterra han afectado los acentos del inglés en Gales, especialmente en el este del país, la influencia se ha movido en ambas direcciones. Los acentos en el noreste de Gales y partes de la costa del norte de Gales han sido influenciados por acentos en el noroeste de Inglaterra, los acentos en el medio este han sido influenciados por acentos en West Midlands mientras que los acentos en el sureste de Gales han sido influenciado por el West Country English. En particular, los acentos Scouse y Brummie (coloquial) han tenido una amplia participación anglo-galesa a través de la migración, aunque en el primer caso, la influencia del anglo-irlandéses mejor conocido.

## Literatura
La literatura anglo-galesa y la escritura galesa en inglés son términos utilizados para describir obras escritas en inglés por escritores galeses. Ha sido reconocido como una entidad distintiva solo desde el siglo XX. La necesidad de una identidad separada para este tipo de escritura surgió debido al desarrollo paralelo de la literatura moderna en galés; como tal, es quizás la rama más joven de la literatura en inglés en las Islas Británicas.
Mientras que Raymond Garlick descubrió sesenta y nueve hombres y mujeres galeses que escribieron en inglés antes del siglo XX, Dafydd Johnston cree que es "discutible si tales escritores pertenecen a una literatura anglo-galesa reconocible, a diferencia de la literatura inglesa en general". Hasta bien entrado el siglo XIX, relativamente pocos hablaban inglés en Gales, y antes de principios del siglo XX solo hay tres escritores importantes nacidos en Gales que escribieron en inglés: George Herbert (1593–1633) de Montgomeryshire, Henry Vaughan (1622–1695) de Brecknockshire y John Dyer (1699–1757) de Carmarthenshire.